# Корнева, Дарья Владимировна
Дарья Владимировна Корнева (14 марта 1992) — казахстанская ориентировщица на лыжах, а также летняя ориентировщица, участница чемпионата мира.

## Биография
Д. В. Корнева живёт в Усть-Каменогорске и тренируется у Т. А. Анфилофьевой, И. В. Щегловой, с 2011 г. у Михайлова Ю.В. Занимается как зимним, так и летним ориентированием.
Призёр чемпионатов Казахстана.
На чемпионате мира в Риддере была 33-й в спринте, 31-й — на средней дистанции и 26-й — на длинной дистанции.
Окончила ВКГТУ, кафедра: Строительство зданий, сооружений и транспортных коммуникаций.